# Fontcouverte-la-Toussuire
Fontcouverte-la-Toussuire è un comune francese di 481 abitanti situato nel dipartimento della Savoia della regione dell'Alvernia-Rodano-Alpi.

## Società

### Evoluzione demografica
Abitanti censiti